# Peter Green (historiador)
|  | Aquest article tracta sobre l'historiador. Si cerqueu el guitarrista de Fleetwood Mac, vegeu «Peter Green». |

Peter Green   (Londres, 22 de desembre de 1924 - Iowa City, 16 de setembre de 2024) va ser un estudiós i novel·lista anglès destacat per les seves obres sobre les guerres grecoperses, Alexandre el Gran i l'època hel·lenística de la història antiga, generalment considerada des de la mort d'Alexandre el 323 aC fins a la data de la batalla d'Àccium o la mort d'August el 14 dC.
Els llibres més famosos de Green són Alexander of Macedon, una biografia històrica publicada per primera vegada el 1970, després en una edició revisada i ampliada el 1974, que es va publicar per primera vegada als Estats Units el 1991; el seu Alexander to Actium, un relat general de l'època hel·lenística, i altres obres. Va ser autor d'una traducció de les sàtires del poeta romà Juvenal, que arribà a la seva tercera edició. També va contribuir amb poemes a moltes revistes, incloses a Arion i Southern Humanities Review.

## Obra publicada
- The Expanding Eye - A First Journey To The Mediterranean] (1952) Il·lustrad amb fotografies.
- Habeas Corpus And Other Stories (1954) (vuit històries curtes)
- Achilles His Armour (1955) (novel·la històrica sobre Alcibíades i la Guerra del Peloponès).
- Cat in Gloves (Sota el pseudònim de Denis Delaney) (1956), Gryphon Books
- The Sword of Pleasure (1957) (memòries fictícies de Sulla)
- Kenneth Grahame: A Biography: The Dramatic and Human Story of the Fascinating and Complex Man Who Wrote The Wind in the Willows (1959)
- Writers & their Work - Sir Thomas Browne (1959), Longman de The British Council
- Writers & their Work - John Skelton (1960), Longman de The British Council
- Essays in Antiquity (1960)
- Destiny of Fire by Zoe Oldenbourg (traducció de Les Brûlés) (1961)
- Massacre at Montségur per Zoe Oldenbourg (traducció de Le Bûcher de Montségur) (1961)
- The Life of Jesus per Jean Steinmann (traducció) (1963)
- The Laughter of Aphrodite: A Novel About Sappho of Lesbos (1965)
- The Sixteen Satires by Juvenal (traducció) (1967)
- The Year of Salamis, 480-479 BC (1970) (UK) = Xerxes at Salamis (1970) (USA)
- Alexander the Great (1970)
- Armada from Athens (1970)
- The Shadow of the Parthenon: Studies in Ancient History and Literature (1972)
- The Parthenon (1973)
- A Concise History of Ancient Greece to the Close of the Classical Era (1973)
- Alexander of Macedon, 356-323 B.C.; A Historical Biography (1974; reedició als EUA, 1991, tal com s'indica a continuació)[4]
- Ancient Greece: An Illustrated History (1979)
- Ovid: The Erotic Poems (1982)
- Classical Bearings: Interpreting Ancient History and Culture (1989)
- Alexander to Actium: The Historical Evolution of the Hellenistic Age (1990)
- Alexander of Macedon, 356-323 B.C.: A Historical Biography (1991)
- The Poems of Exile: Tristia and the Black Sea Letters (1994)
- The Argonautica by Apol·loni Rodi (traducció) (1997)
- The Greco-Persian Wars (1996) (actualització de The Year of Salamis)
- From Ikaria to the Stars: Classical Mythification, Ancient and Modern (2004)
- The Poems of Catullus (2005)
- Diodorus Siculus, Books 11–12.37.1 : Greek history 480–431 B.C.—the Alternative Version, Austin, University of Texas Press, 2006.
- Alexander The Great and the Hellenistic Age (2007)
- The Hellenistic Age: A Short History (2007)
- The Iliad d'Homer (traducció) (2015)
- The Odyssey d'Homer (tranducció) (2018)